# دالة متجانسة

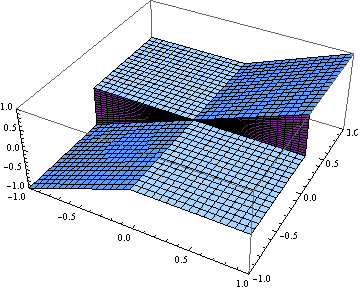

في الرياضيات، دالة متجانسة أو تكوين متمائل هي دالة ذات خصائص جدائية.
{\displaystyle f(\alpha \mathbf {v} )=\alpha ^{k}f(\mathbf {v} )}

## أمثلة

### الدوال الخطية
الدوال الخطية، هي، انطلاقا من التعريف، دوال متجانسة من الدرجة الأولى.
{\displaystyle f(\alpha \mathbf {v} )=\alpha f(\mathbf {v} )}